# كاويزوفيلام
كاويزوفيلام (بالإنجليزية: Kawizophyllum) هو جنس منقرض كان يعيش في العصر البرمي.

## الموقع
في البرازيل، كان يقع أحفور الأنواع غير المحددة من الجنس كاويزوفيلام، على نتوء مورو باباليو في مدينة ماريانا بيمنتل. وتوجد في الحديقة الجيولوجية باليوروتا في ريو بونيتو فورميشن، ويعود تاريخها إلى ساكماريان في العصر البرمي.
كانت الأنواع K. dunpathriensis تقع أيضًا في الهند.